# Meda di Odessa
Meda di Odessa (in greco antico: Μήδα?, Méda; Odessa, ... – Pella, 336 a.C.) è stata una principessa dei traci, sesta moglie del re di Macedonia Filippo II.

## Biografia
Secondo la testimonianza di Ateneo, che a sua volta cita Satiro di Callati, Meda era originaria di Odessa ed era la figlia del re dei Geti Cotila.
Ateneo riporta il nome di Meda al sesto posto nella lista delle mogli del re di Macedonia, successivamente a quello di Olimpiade e prima di quello di Cleopatra Euridice, l'ultima sposa del re di Macedonia, anche se non è sicuro che i matrimoni siano stati elencati dallo scrittore di Naucrati in ordine cronologico. Come per altre spose di Filippo, le nozze con Meda furono motivate da motivi politici, per suggellare l'amicizia coi Geti. Ateneo testimonia che lo stesso Cotila giunse personalmente a Pella portando con sé la figlia Meda ed una ricchissima dote.
Le fonti antiche non riportano altre notizie su Meda, né ci sono menzioni su eventuali figli avuti da lei.

## Archeologia

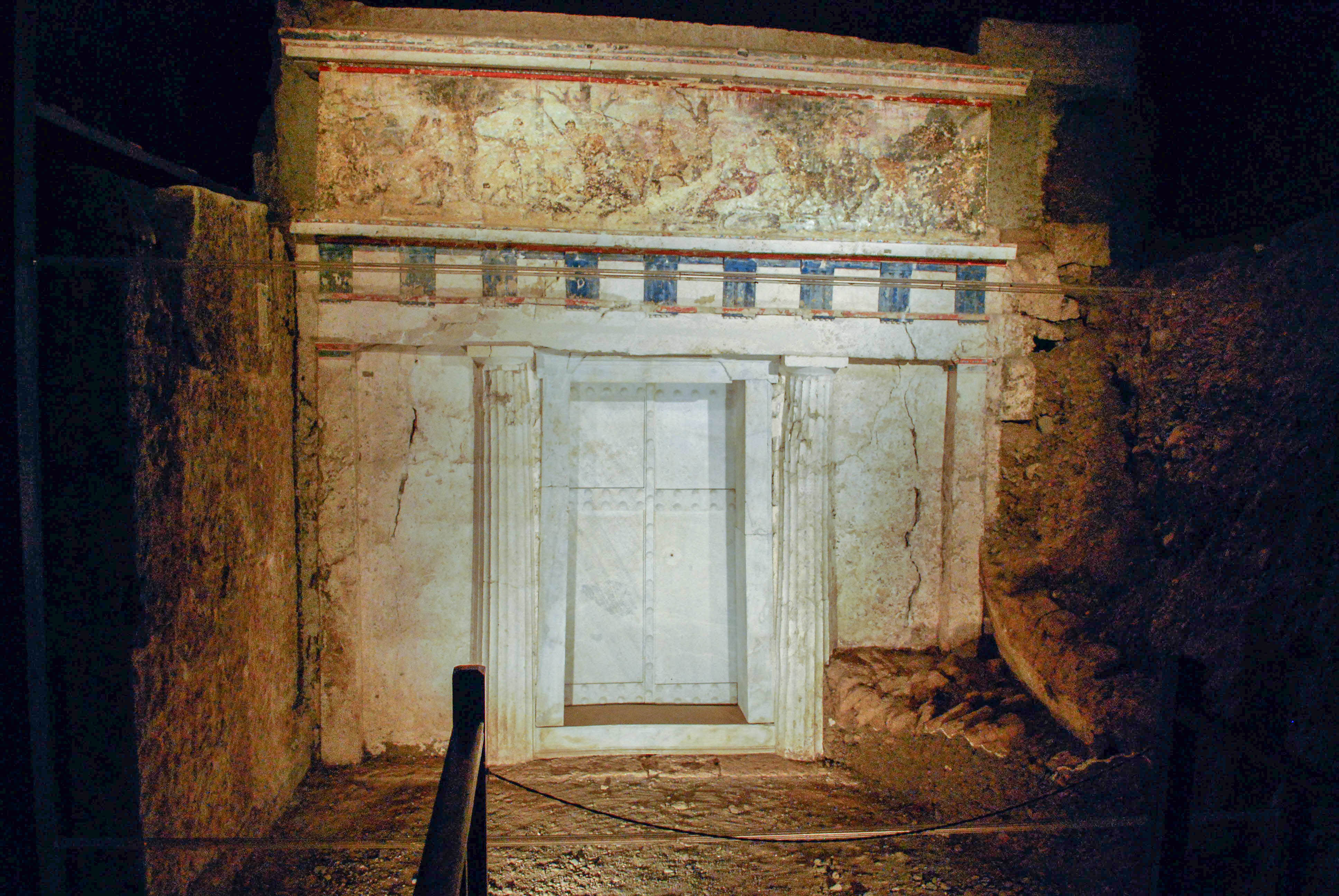
Facciata della Tomba II di Verghina, possibile luogo di sepoltura di Meda di Odessa, accanto al marito Filippo II.

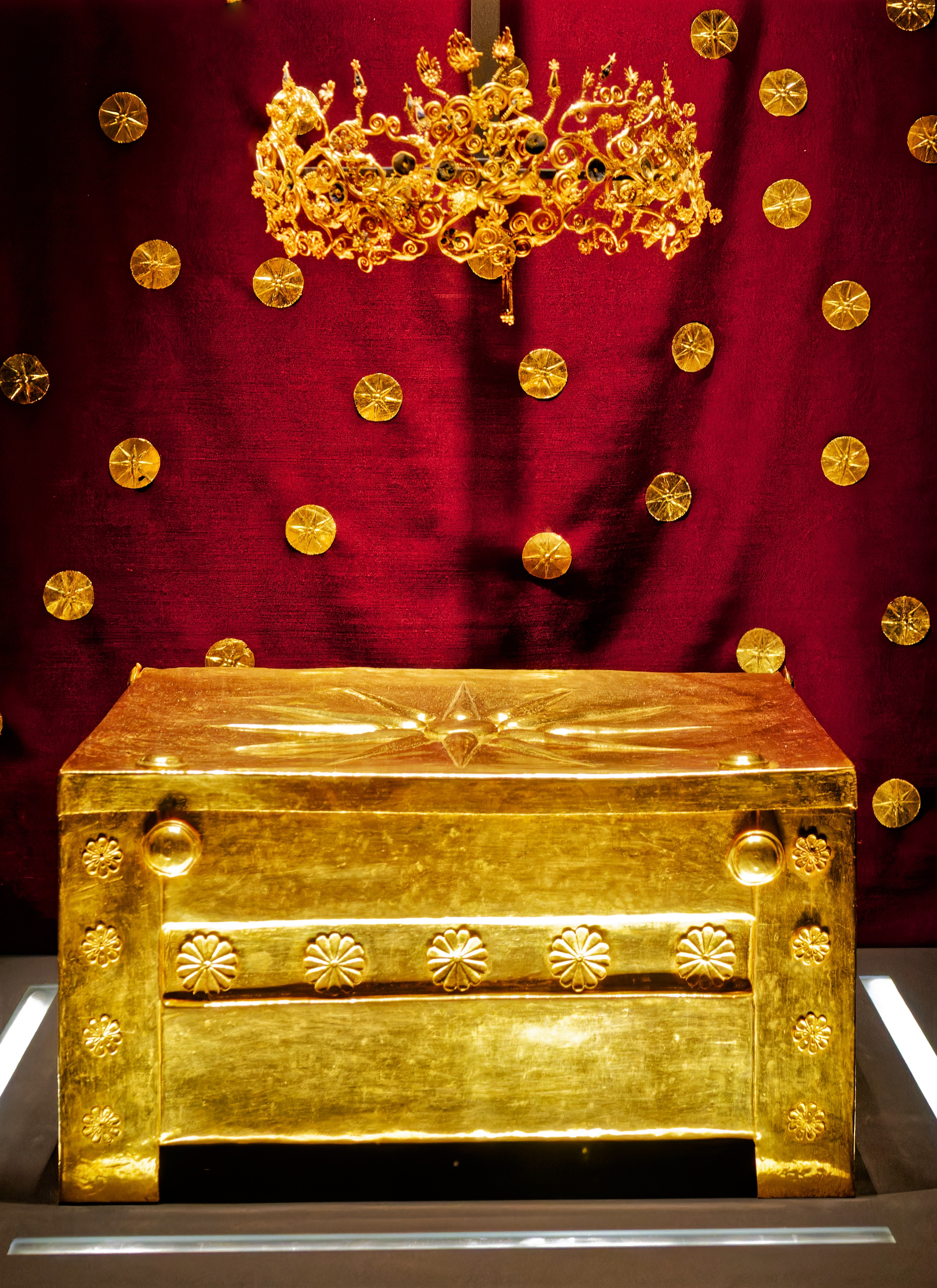
Ghirlanda funebre e urna d'oro di Meda di Odessa, in alternativa attribuita a Cleopatra Euridice o Euridice II, ritrovate nella sepoltura di Filippo II.

Secondo lo studioso britannico N. G. L. Hammond, Meda potrebbe essersi suicidata subito dopo la morte del re ed essere lei la donna sepolta nell'anticamera della cosiddetta Tomba II del "grande tumulo" di Verghina, nel caso il re sepolto nell'adiacente camera mortuaria sia lo stesso Filippo, come sarebbe ipotizzabile in base al rinvenimento di uno schiniere modificato per una frattura alla tibia e alla possibile frattura all'orbita oculare riscontrata sui resti. Tali segni particolari di Filippo II sono infatti testimoniati dalle fonti antiche. Inoltre il fregio della caccia pare rappresentare proprio Filippo II insieme ad Alessandro Magno durante una scena venatoria.
Se l'identificazione col re sepolto nella Tomba II con Filippo II è corretta, si pone dunque il problema di chi sia la donna sepolta nella camera adiacente, dato che accanto a lei erano stati posizionate diverse armi e suppellettili relative alla guerra, difficilmente associabili per esempio a Cleopatra Euridice, che pure era stata uccisa poco dopo la morte del marito. Inoltre, se la donna sepolta nella Tomba II fosse Cleopatra Euridice, sarebbe stato probabilmente sepolto con lei il suo bambino, Carano, assassinato assieme alla stessa regina.
Data l'origine tracia di Meda, Hammond ipotizza che le armi rinvenute nella camera potessero essere della stessa principessa di Odessa, pur non essendo dalle fonti attestata come una combattente. Tuttavia, l'ipotesi dello studioso britannico non ha trovato consenso presso gli archeologi, che evidenziano come la cura e la preparazione della tomba testimoni la sepoltura di una regina di stirpe macedone e non tracia. Inoltre, se la principessa di Odessa si fosse suicidata alla morte del marito, difficilmente le fonti antiche avrebbero omesso un episodio tanto spettacolare e senza precedenti nella cultura greca. Tuttavia il suicidio probabile di Meda, attuato senza forzature ma unicamente per poter seguire Filippo nell'Ade, avrebbe impressionato i macedoni e Alessandro che avrebbero così onorato la principessa concedendogli un posto accanto al re, posto che in futuro sarebbe dovuto spettare alla regina Olimpiade.
Infine, secondo altri studiosi, nella Tomba II non sarebbe stato sepolto Filippo II con una delle sue mogli, bensì Filippo III Arrideo e la moglie Euridice II, per altri sepolti nel grande tumulo ma nella tomba I. In tal caso, la presenza delle armi nella camera mortuaria sarebbe giustificato dal fatto che la regina Euridice II, addestrata alle arti marziali dalla madre Cinane (sempre che la donna sepolta non sia Cinane stessa), avesse personalmente guidato l'esercito macedone e partecipato ad alcune battaglie, data la disabilità mentale del marito.